# ヴォロシロフ (巡洋艦)
ヴォロシロフ（ロシア語: Ворошилов）はソ連海軍の巡洋艦。キーロフ級（26型）。艦名はクリメント・ヴォロシーロフにちなむ。

## 艦歴
1935年10月15日起工。1937年6月28日進水。1939年12月に公試が始まり、1940年6月20日に竣工した。黒海艦隊に所属。
1941年6月、駆逐艦部隊によるコンスタンツァ襲撃を掩護。この襲撃で嚮導駆逐艦「モスクワ」が沈み、同「ハリコフ」が大損害を受けたことにより、国防大臣や英雄の名を持つ巡洋艦の喪失を恐れた黒海艦隊司令部によってその行動は制約されるようになった。
9月19日、セヴァストポリ近くのドイツに対し180mm砲弾148発を発射。その後ノヴォロシースクへ移る。11月2日、250kg爆弾2発が命中。3番砲塔の弾薬庫などが浸水し、舵が20度の位置で動かなくなった。巡洋艦「クラスニイ・カフカズ」に曳航されてポティへ向かったが、途中で舵が動くようになり、自力で航行して11月4日ポティに到着。1942年3月18日まで修理が行われた。
1942年4月2日、嚮導駆逐艦「タシュケント」とともにフェオドシヤを砲撃。4月10日、爆撃で至近弾により被害を受ける。5月8日と11日、Tash-Alchin近くのドイツ軍を砲撃。11月29日、Fidosiniを砲撃。撤収中に機雷2発が近くで爆発して被害を受け、12月10日から1943年1月30日まで修理が行われた。
1943年1月31日、ノヴォロシースク近くで砲撃による支援を実施。
10月に嚮導駆逐艦「ハリコフ」、駆逐艦「ベスポシャドヌイ」、「スポソブヌイ」が撃沈されるとスターリンにより出撃を禁じられ、以後出撃することはなかった。
1945年7月、赤旗勲章を授与された。
1956年2月にミサイル試験用の艦として改装されることになり、1959年8月に33型実験艦「OS-24」となる。1961年12月31日、「OS-24」として就役。
1963年10月11日から1965年12月1日まで再び改装が行われて33M型実験艦となり、スチリ型、オーサM型対空ミサイルの実験が行われた。
1972年10月6日、宿泊船「PKZ-19」となる。
1973年3月2日除籍。